# De Verloren Zoon (molen)
De Verloren Zoon of Polder Het Lage land is een verdwenen poldermolen uit 1889 en stond in Harkstede. De molen was molen nr. 7 uit Zesde en Zevende Veendistrict, tweede droogmaking, Tijnje (De Tynje). In 1957 is de molen afgebroken.
Het was een achtkantige, rietgedekte molen op stenen veldmuren met zelfzwichting. Er werden twee vijzels aangedreven.